# Kolonia Ostrowicka
Kolonia Ostrowicka is een plaats in het Poolse district  Tczewski, woiwodschap Pommeren. De plaats maakt deel uit van de gemeente Gniew en telt 610 inwoners.